# Leopoldamys
Leopoldamys är ett släkte av däggdjur. Leopoldamys ingår i familjen råttdjur.

## Taxonomi
Arter enligt Catalogue of Life:
- Leopoldamys edwardsi
- Leopoldamys neilli
- Leopoldamys sabanus
- Leopoldamys siporanus

Wilson & Reeder (2005) listar ytterligare 2 arter i släktet, Leopoldamys ciliatus och Leopoldamys milleti. Året 2008 blev arten Leopoldamys diwangkarai beskriven.

## Beskrivning
Arterna förekommer i sydöstra Asien på fastlandet och på olika öar. Habitatet utgörs av skogar i låglandet eller i låga bergstrakter.
Leopoldamys når en kroppslängd av 18 till 28 cm, en svanslängd av 30 till 42 cm och vikt mellan 200 och 500 g. Arterna liknar vanliga råttor (Rattus) i utseende men har en påfallande lång svans. Pälsen på ovansidan är brunaktig och det finns en tydlig gräns mot den vitaktiga undersidan. De smala öronen är bara glest täckta med hår. Arterna avviker från råttor bland annat genom en olikartad konstruerad skalle.
Dessa gnagare går på marken eller klättrar i växtligheten. De äter insekter och andra ryggradslösa djur samt olika växtdelar. Honor kan para sig hela året men de flesta ungar föds mellan juli och september. Det föds i genomsnitt tre ungar per kull och antalet kan vara upp till sju ungar. Födelsen sker i underjordiska bon som fodras med löv. De flesta individer lever bara cirka fyra månader och med människans vård kan de leva två år.
IUCN listar Leopoldamys siporanus som starkt hotad (EN) och Leopoldamys neilli med kunskapsbrist (DD). Övriga arter klassificeras som livskraftig (LC).